# Red Orangutangen
Red Orangutangen er en dansk organisation, der arbejder med at redde den kritisk truede orangutang og dens regnskovshjem på Borneo. Organisationen blev stiftet i 2003, og har sidenhen hjulpet nødstedte orangutanger, der er kommet i klemme i mødet med mennesker. Organisationen har hjulpet med at redde tusindvis af orangutanger ved at flytte dem til beskyttede skovområder, behandlet tilskadekomne orangutanger eller givet hjælpeløse orangutang-unger en ny chance på specielle rehabiliteringscentre for forældreløse orangutanger. På centrene gennemgår de forældreløse orangutanger en rehabiliteringsproces, indtil de kan blive genudsat i regnskoven.
Organisationen har et adoptionsprogram, hvor man kan adoptere en orangutang fra centeret og følge orangutangen på dens rejse tilbage til regnskoven. Cirka 11.000 danskere støtter organisationen gennem en adopteret orangutang.

## Rehabilitering af orangutanger
I samarbejde med organisationens indonesiske partner, BOSF, driver organisationen verdens største rehabiliteringscenter for orangutanger - Nyaru Menteng - der blev grundlagt af danskeren Lone Dröscher Nielsen og BOSF i 1999. På centeret gennemgår cirka 500 orangutanger et rehabiliteringsforløb, der minimum tager seks år for reddede unger. Rehabiliteringsforløbet er opdelt i forskellige niveauer. 

### Vuggestuen
Hvis den reddede orangutang er under tre år gammel, starter den i Vuggestuen. Her passer og plejer en babysitter den, mens den udvikler sine motoriske færdigheder og lærer at være sammen med andre orangutanger.

### Skovskolen
I Skovskolen lærer orangutangerne at klatre i træer, bygge reder i træerne, og finde sin egen føde i regnskoven, alt i mens de langsomt bliver mere selvstændige og uafhængige af mennesker.

### Ø-universitetet
Når orangutangen, nærmer sig otte år, sættes den ud på en ø med masser af regnskov. Her lever den næsten uden menneskelig kontakt. Hvis den klarer sig godt, er den parat til at blive genudsat i beskyttede regnskovsområder.

## Genudsætning af orangutanger
Organisationen genudsætter i samarbejde med deres indonesiske samarbejdspartner, BOSF, rehabiliterede orangutanger i tre forskellige regnskovsområder, beliggende i den centrale- og østlige del af Indonesisk Borneo. Regnskovsområderne lever op til internationale standarder for genudsætning af rehabiliterede dyr. Disse inkluderer blandt andet krav til, at områderne skal være beskyttede af national lovgivning, have begrænset menneskelig aktivitet, være egnet orangutanghabitat samt ikke allerede have vilde orangutangpopulationer. 
I perioden 2012 til 2016 blev over 250 rehabiliterede orangutanger genudsat, og de rehabiliterede orangutanger har en lige så stor overlevelsesrate i regnskoven, som deres vilde slægtninge.